# Shining the Holy Ark
Shining the Holy Ark (シャイニング・ザ・ホーリィアーク) est un jeu vidéo de type dungeon crawler sorti exclusivement sur Saturn le 20 décembre 1996 au Japon et en juin 1997 en Amérique du Nord, en Europe et en Australie. Le jeu a été développé par Sonic! Software Planning et édité par Sega. Il fait partie de la série Shining et établit un nouveau cycle, l'histoire se déroulant dix ans avant la trilogie Shining Force III.

## Trame
Trois mercenaires dénommés Arthur, Melody et Forte sont sollicités par le roi d'Enrich afin de traquer et capturer un ninja renégat du nom de Rodi. Après avoir retrouvé ses traces, le groupe le poursuit jusqu'aux mines voisines où, après une brève escarmouche, un engin inconnu s'écrase sur le toit, blessant grièvement les quatre combattants. D'étranges esprits apparaissent alors et les guérissent en les pénétrant ; si ceux qui possèdent Arthur, Melody et Rodi paraissent bienveillants, en revanche celui qui habite Forte semble mauvais.
C'est alors que les héros partent à l'aventure afin de mettre un terme à la renaissance du Royaume millénaire légendaire, lequel risquerait de ramener les ténèbres sur le monde.

## Système de jeu
Shining the Holy Ark est un jeu de rôle dans lequel le joueur incarne différents personnages qu'il dirige en vision subjective, à l'instar de Shining in the Darkness, le premier épisode de la série Shining, sorti en 1991 sur Mega Drive.
Les batailles se déroulent au tour par tour. Comme dans chacun des précédents jeux de la série, Shining the Holy Ark utilise un système de menus comportant quatre options, toutes représentées par des icônes.

## Réception

### Accueil
Lors de sa sortie, Shining the Holy Ark est plutôt bien accueilli, même si certains spécialistes, tels que le magazine britannique Saturn Power, déplorent « un système de combat lent et insatisfaisant ».
D'après Sega Mag, « Shining the Holy Ark est un très bon titre, immersif et bourré de bonnes idées, mais qui souffre d'un côté répétitif inhérent à ce genre de jeu. ».

### Postérité
En février 2018, le magazine britannique Saturn Power dresse un « top 100 » des jeux Saturn européens et positionne Shining the Holy Ark à la 43e place, derrière Street Racer, et le nomme 4e meilleur jeu d'aventure de la console, derrière Swagman.